# 国鉄タ2200形貨車
国鉄タ2200形貨車（こくてつタ2200がたかしゃ）は、かつて日本国有鉄道（国鉄）およびその前身である鉄道省等に在籍した私有貨車（タンク車）である。
本形式と同一の専用種別であるタ2300形、タ2350形についても本項目で解説する。

## タ2200形
1943年（昭和18年）5月17日にタ1500形より1両（タ1505→タ2200）が専用種別変更（二硫化炭素→カセイソーダ液）され形式は新形式であるタ2200形とされた。
本形式の他にカセイソーダ液を専用種別とする貨車はタム900形（130両）、タキ1400形（104両）、タキ2600形（523両）、タキ7750形（289両）等実に29形式が存在した。
種車となったタ1505は1932年（昭和7年）1月20日に汽車製造にて製作された車両である。
所有者は、呉羽化学工業でありその常備駅は常磐線の勿来駅であった。
車体色は黒色、寸法関係は全長は6,200mm、軸距は3,050mm、実容積は9.4m3、自重は8.9t - 9.3t、換算両数は積車2.2、空車1.0であり、軸ばね受けはシュー式となっており、最高運転速度は65km/hである。
1968年（昭和43年）9月30日に廃車となり同時に形式消滅となった。

## タ2300形
1943年（昭和18年）6月4日にタム400形より4両（タム1436,タム1437,タム1478,タム1479→タ2300 - タ2303）が専用種別変更（濃硫酸→カセイソーダ液）され形式は新形式であるタ2300形とされた。その後1957年（昭和32年）2月13日までに10両（タ2304 - タ2313）の増備が行われた。
落成時の所有者は、日東紡績、北海道曹達、日本曹達、呉羽化学工業、日本軽金属であった。
車体色は黒色、寸法関係は全長は6,300mm、軸距は3,100mm、実容積は9.4m3、自重は8.1t - 9.5t、換算両数は積車2.2、空車1.0であり、軸ばね受けは一段リンク式となっており、最高運転速度は65km/hである。

## タ2350形
1955年（昭和30年）10月17日にタム400形より3両（タム1416,タム1420,タム1421→タ2350 - タ2352）が専用種別変更（濃硫酸→カセイソーダ液）され形式は新形式であるタ2350形とされた。
所有者は、保土谷化学工業でありその常備駅は福島県の郡山駅であった。
車体色は黒色、寸法関係は全長は6,400mm、軸距は3,100mm、実容積は8.5m3、自重は9.4t - 9.8t、換算両数は積車2.0、空車1.0であり、軸ばね受けは一段リンク式となっており、最高運転速度は65km/hである。
改造より約13年後の1968年（昭和43年）9月30日に廃車となり同時に形式消滅となった。